# Phyllachora saccardoana
Phyllachora saccardoana är en svampart som beskrevs av Petr. & Syd. 1925. Phyllachora saccardoana ingår i släktet Phyllachora och familjen Phyllachoraceae.   Inga underarter finns listade i Catalogue of Life.